# Dryopteris mangindranensis
Dryopteris mangindranensis là một loài thực vật có mạch trong họ Dryopteridaceae. Loài này được Tardieu miêu tả khoa học đầu tiên năm 1956.